# Justicia neesiana
Justicia neesiana är en akantusväxtart som först beskrevs av Christian Gottfried Daniel Nees von Esenbeck, och fick sitt nu gällande namn av Edgar Shannon Anderson. Justicia neesiana ingår i släktet Justicia och familjen akantusväxter. Inga underarter finns listade i Catalogue of Life.